# Буханов, Алексей Дмитриевич
Алексей Дмитриевич Буханов (1923—1995) — лейтенант Советской Армии, участник Великой Отечественной войны, Герой Советского Союза (1945).

## Биография
Родился 8 марта 1923 года в деревне Асташиха (ныне — Воскресенский район Нижегородской области) в крестьянской семье.
Окончил семь классов школы, после чего заведовал в родной деревне избой-читальней. Окончил школу фабрично-заводского ученичества при заводе «Красная Этна» в Горьком (ныне — Нижний Новгород), после чего работал термистом. Одновременно с работой учился в аэроклубе. В марте 1941 года Буханов был призван на службу в Рабоче-крестьянскую Красную Армию. В апреле 1942 года он окончил военную авиационную школу в Энгельсе, после чего служил лётчиком 18-го запасного авиаполка. С ноября того же года — на фронтах Великой Отечественной войны. Участвовал в боях на Юго-Западном, Воронежском и 1-м Украинском фронтах. За время войны три раза был ранен. Принимал участие в освобождении Ворошиловградской и Харьковской областей Украинской ССР, битве за Днепр, Житомирско-Бердичевской, Проскуровско-Черновицкой, Львовско-Сандомирской, Висло-Одерской, Берлинской и Пражской операциях. К концу войны гвардии лейтенант Алексей Буханов командовал звеном 36-го гвардейского бомбардировочного авиаполка 202-й бомбардировочной авиадивизии 4-го бомбардировочного авиакорпуса 2-й воздушной армии 1-го Украинского фронта.
За время войны Буханов совершил 168 боевых вылетов на разведку и бомбардировку железнодорожных узлов, аэродромов, а также скоплений боевой техники и живой силы противника.
Указом Президиума Верховного Совета СССР от 27 июня 1945 года за «образцовое выполнение боевых заданий командования на фронте борьбы с немецко-фашистскими захватчиками и проявленные при этом мужество и героизм» гвардии лейтенант Алексей Буханов был удостоен высокого звания Героя Советского Союза с вручением ордена Ленина и медали «Золотая Звезда» за номером 7869.
25 сентября 1946 года Буханов был уволен в запас, после чего 11 лет был лётчиком на легкомоторных самолётах в Гражданском воздушном флоте. В 1953 году вступил в КПСС. Проживал в Горьком, работал в локомотивном депо станции Горький-Сортировочный.
Скончался 2 ноября 1995 года, похоронен на нижегородском Старом Автозаводском кладбище.
Был также награждён двумя орденами Красного Знамени, двумя орденами Отечественной войны 1-й степени, орденом Красной Звезды, а также рядом медалей.